# Tom Zirbel
Tom Zirbel, né le 30 octobre 1978 à Boulder, est un coureur cycliste américain.

## Biographie

### 2006-2009: les débuts professionnels
Tom Zirbel commence sa carrière professionnelle en 2006, au sein de l'équipe Priority Health. 
En 2008, il se classe deuxième du championnat des États-Unis du contre-la-montre derrière David Zabriskie. 
Il renouvelle cette performance en 2009 et remporte le classement individuel de l'USA Cycling National Racing Calendar grâce notamment à ses succès lors des étapes chronométrées d'épreuves du calendrier américain. En fin de saison, il participe au contre-la-montre des championnats du monde dont il prend la quatrième place.

### 2010-2011: deux années gâchées par un problème de dopage
Il fait cependant l'objet d'un contrôle antidopage positif à la DHEA lors du championnat des États-Unis du contre-la-montre en août. Ce résultat est annoncé en décembre. Dans l'attente des résultats de la contre-expertise, le contrat qu'il a signé avec l'équipe ProTour Garmin-Slipstream pour 2010 est rompu,,. La contre-expertise confirmant son contrôle positif, l'agence antidopage américaine prononce une suspension de deux ans. En mars 2011, celle-ci est réduite de six mois car il a coopéré avec les enquêteurs de l'agence antidopage dans le cadre de deux enquêtes. Cela l'autorise à reprendre immédiatement la compétition. Il est recruté le mois suivant par l'équipe Jamis-Sutter Home. 

### 2012-2015: professionnel chez Optum-Kelly Benefit Stratégies
En 2012, il rejoint l'équipe Optum-Kelly Benefit Strategies. Il remporte cette année-là le classement général du Nature Valley Grand Prix et une étape (contre-la-montre) du Tour of Elk Grove. 
La saison suivante il s'impose lors du championnat des États-Unis du contre-la-montre et glane plusieurs autres succès. Il franchit notamment en vainqueur la ligne de la quatrième étape du Tour de l'Alentejo et gagne également le contre-la-montre du Tour of the Gila.
Au cours de la saison 2014 il triomphe lors du prologue de la Cascade Classic et s'adjuge des étapes sur des épreuves comme le Nature Valley Grand Prix et la Redlands Bicycle Classic.
En 2015 il remporte de nouveau le classement général du Nature Valley Grand Prix. Il prouve aussi qu'il conserve, à plus de trente-cinq ans, de bonnes qualités de rouleur en gagnant à plusieurs reprises sur des épreuves chronométrées. C'est notamment le cas au Tour of the Gila et à la Redlands Bicycle Classic.

### 2016: fin de carrière et record de l'heure américain
Après quatre années passées au sein de la formation Optum-Kelly Benefit Strategies Tom Zirbel rejoint l'équipe continentale Rally en 2016. Le coureur annonce à cette occasion qu'il prendra sa retraite sportive en fin de saison.
Au mois de septembre, il bat le record de l'heure américain sur la piste d'Aguascalientes au Mexique. Il parcourt 53,037 kilomètres lors de sa tentative et réalise la deuxième meilleure performance mondiale de tous les temps derrière le Britannique Bradley Wiggins.

## Palmarès
| - 2006 - Valley of the Sun Stage Race : - Classement général - 1re étape (contre-la-montre) - 1re étape du Tour de Shenandoah (contre-la-montre) - 1re étape du Tour de Nez (contre-la-montre) - 2e étape de la Cascade Classic - 1re étape du Parker Mainstreet Omnium (contre-la-montre) - 2007 - 1rea (contre-la-montre) et 6eb étapes du Tour de Southland - 2008 - 3e étape du Tour of the Gila (contre-la-montre) - Prologue du Tour of Elk Grove - 5e étape du Tour de l'Utah (contre-la-montre) - 2e du championnat des États-Unis du contre-la-montre - 3e du Tour of Elk Grove - 2009 - USA Cycling National Racing Calendar - 1re étape du Nature Valley Grand Prix - 1re étape de la Fitchburg Longsjo Classic - 3e étape de la Cascade Classic (contre-la-montre) - 1re étape du Tour of Elk Grove (contre-la-montre) - 3e étape du Tour de l'Utah (contre-la-montre) - 2e du championnat des États-Unis du contre-la-montre - 2e du Nature Valley Grand Prix - 2e de la Redlands Classic - 3e du Tour of Elk Grove - 3e de la Fitchburg Longsjo Classic - 2011 - Green Mountain Stage Race : - Classement général - 3e étape - 2e du championnat des États-Unis du contre-la-montre - 3e de l'Univest Grand Prix | - 2012 - Nature Valley Grand Prix : - Classement général - 1re étape (contre-la-montre) - 1re étape du Tour of Elk Grove (contre-la-montre) - 2e du Tour d'Uruguay - 2013 - Champion des États-Unis du contre-la-montre - 4e étape du Tour de l'Alentejo - 3e étape du Tour of the Gila (contre-la-montre) - 3e de la Redlands Bicycle Classic - 2014 - 3e étape de la Chico Stage Race (contre-la-montre) - 2e étape de la Redlands Bicycle Classic (contre-la-montre) - 1rea étape du Nature Valley Grand Prix - Prologue de la Cascade Classic - 2e de la Chico Stage Race - 2e du championnat des États-Unis du contre-la-montre - 2e de l'USA Cycling National Racing Calendar - 3e de la Cascade Classic - 2015 - 2e étape de la Redlands Bicycle Classic (contre-la-montre) - 3e étape du Tour of the Gila (contre-la-montre) - Nature Valley Grand Prix : - Classement général - 1rea étape (contre-la-montre) - 2016 - 3e étape du Tour of the Gila (contre-la-montre) - 1rea étape du Nature Valley Grand Prix (contre-la-montre) - 2e étape de la Cascade Classic (contre-la-montre) - 2e du championnat des États-Unis du contre-la-montre - 3e du Nature Valley Grand Prix |

## Classements mondiaux
| Année            | 2005 | 2006 | 2007 | 2008 | 2009 | 2010 | 2011 | 2012 | 2013 | 2014 | 2015 |
| ---------------- | ---- | ---- | ---- | ---- | ---- | ---- | ---- | ---- | ---- | ---- | ---- |
| UCI America Tour | 287e |      |      | 254e | 43e  |      | 78e  | 25e  | 92e  | 179e | 154e |
| UCI Europe Tour  |      |      |      |      | 508e |      |      | 641e | 899e |      |      |
| UCI Oceania Tour |      |      |      | 22e  |      |      |      |      |      |      |      |